# Syllepte pseudovialis
Syllepte pseudovialis là một loài bướm đêm trong họ Crambidae.